# Maurizio Sacconi

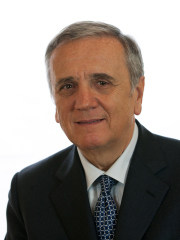
Maurizio Sacconi (2013)

Maurizio Sacconi (* 13. Juli 1950 in Conegliano, Provinz Treviso) ist ein italienischer Politiker des Popolo della Libertà. In Silvio Berlusconis viertem Kabinett war er von Mai 2008 bis November 2011 Minister für Arbeit, Gesundheit und Soziales.

## Politischer Werdegang
Nach seinem Jurastudium war Sacconi zunächst, in den 1970er- und 1980er-Jahren, für den Partito Socialista Italiano (PSI) aktiv, als dessen Vertreter er erstmals 1979 in die Italienische Abgeordnetenkammer gewählt wurde. Nach seiner dreimaligen Wiederwahl als Abgeordneter (1983, 1987 und 1992) löste sich der PSI im Zuge des Korruptionsskandals Tangentopoli auf, und Sacconi schloss sich Berlusconis neu gegründeter Forza Italia an.
Von 1994 bis 2001 arbeitete er bei der Internationalen Arbeitsorganisation (IAO) in Genf. Im Mai 2001 wurde er erneut in die Abgeordnetenkammer gewählt und bis 2006 als Staatssekretär im Arbeits- und Sozialministerium in das zweite und dritte Kabinett Berlusconi berufen. Nach der Ermordung seines Mitarbeiters Marco Biagi durch die Roten Brigaden im März 2002 gründete Sacconi die Associazione Amici di Marco Biagi (dt.: Gesellschaft der Freunde Marco Biagis), deren Vorsitzender er ist, und setzte sich vehement für die Verabschiedung eines von Biagi entworfenen Gesetzes zur Lockerung des Kündigungsschutzes ein.
Bei den Parlamentswahlen 2006 wurde Sacconi für die Forza Italia in den Senat gewählt, wo er bis 2008 dem Ausschuss für Arbeit und Sozialfürsorge angehörte. Am 8. Mai 2008 wurde er nach dem deutlichen Wahlsieg von Berlusconis rechtsliberalem Bündnis Popolo della Libertà zum Ressortchef des neu zusammengefassten Ministeriums für Arbeit, Gesundheit und Soziales ernannt.
Sacconi ist verheiratet und hat einen Sohn.